# Auchtermuchty (Schottland)
Auchtermuchty [/ˈɔxtər ˈmʌxtɪ/] (schottisch-gälisch Uachdar Mucadaidh; ursprünglich Uachdarmuc von gälisch Uachdar-muic) ist eine Stadt in der schottischen Council Area Fife. Sie ist etwa 11 km nordnordwestlich von Glenrothes und 18 km südöstlich von Perth gelegen. Durch Auchtermuchty führt die A91. Im Jahre 2011 verzeichnete Auchtermuchty 2093 Einwohner.
Unter König Jakob V. wurde Auchtermuchty zum Royal Burgh ernannt. Im 18. und 19. Jahrhundert befanden sich in Auchtermuchty textil- oder holzverarbeitende Betriebe. Zwischen 1829 und 1926 war Auchtermuchty Standort der überregional bedeutenden Whiskybrennerei Auchtermuchty.

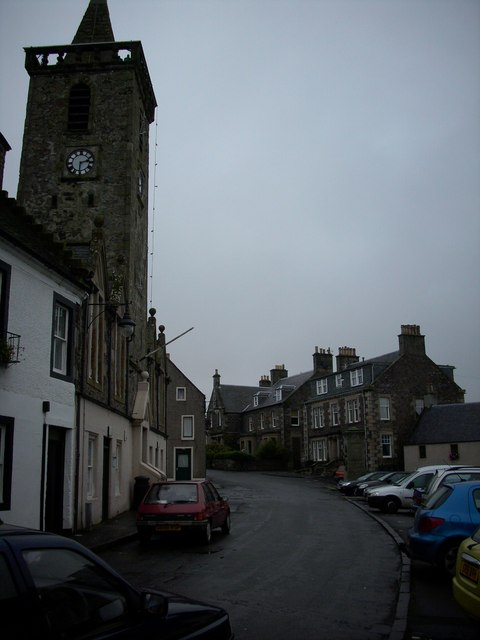
Hauptstraße von Auchtermuchty
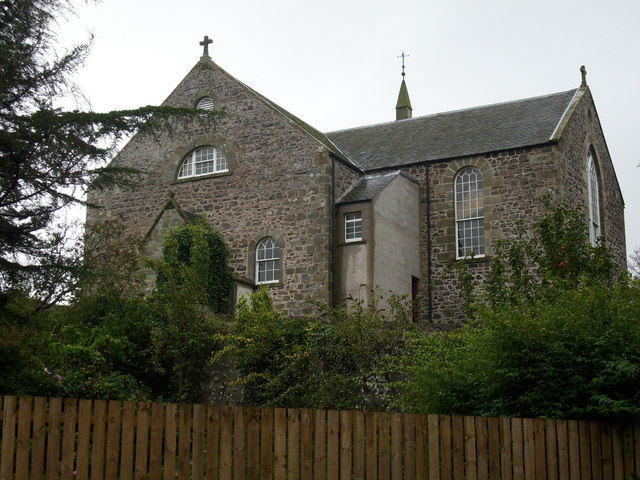
Kirche in Auchtermuchty
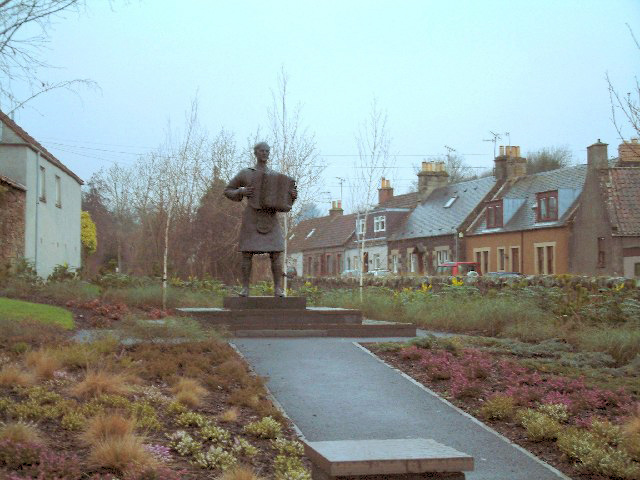
Statue des Musikers Jimmy Shand